# Honores mutant mores

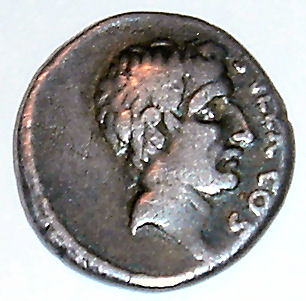
Зображення Сулли на античній монеті

Honores mutant mores (з лат. "Почесті змінюють звичаї") — латинський крилатий вираз .
Виникнення фрази пов'язують із перекладом твору Плутарха латиною. У його творі «Життя Сулли» розповідається про те, як у молодості Сулла був м'який і співчутливий, а отримавши повноваження диктатора виявив неприборканну жорстокість  .

## Приклад цитування
Правильно говорили римляни: "Honores mutant mores". Хтось із тих, з ким ми були на «ти», раптово їх отримав, ці «гонори» — на кілька сходинок вищий став. От і перейшов на «ви», […] щоб дистанція була, щоб не «запанібрата»  . 